# Анновка (Белебеївський район)
А́нновка (рос. Анновка, башк. Анновка) — село у складі Белебеївського району Башкортостану, Росія. Адміністративний центр Анновської сільської ради.
Населення — 325 осіб (2010; 333 в 2002).
Національний склад:
- росіяни — 49 %
- татари — 30 %